# XXXXVI. Armeekorps (Wehrmacht)
Das XXXXVI. Armeekorps später XXXXVI. Armeekorps (mot.) und XXXXVI. Panzerkorps war ein Großverband des Heeres der deutschen Wehrmacht.

## Geschichte

### XXXXVI. Armeekorps
Das Generalkommando  XXXXVI. Armeekorps wurde am 20. Juni 1940 (zugleich mit den Divisionen der 10. Welle) aufgestellt und am 1. Juli 1940 vor endgültiger Aufstellung nach dem Waffenstillstand mit Frankreich wieder aufgelöst.

### XXXXVI. Armeekorps (mot.) bzw. XXXXVI. Panzerkorps
Das Generalkommando XXXXVI. Armeekorps (mot.) wurde am 25. Oktober 1940 im Wehrkreis VIII aufgestellt. Im November 1940 war es Teil der 11. Armee der im Heimatgebiet befehlsführenden Heeresgruppe C, zugeteilt waren: die 3. und 18. Inf. Division (mot.), sowie 3., 12., 14. und 18. Panzer-Division.
Am 14. Juni 1942 erfolgte die Umbenennung in Generalkommando XXXXVI. Panzerkorps.

#### 1941
Beim Angriff auf Jugoslawien (6. April 1941) waren dem Generalkommando im Rahmen der 2. Armee (Generaloberst von Weichs) unter dem Kommandierenden General der Panzertruppe von Vietinghoff-Scheel die 8. und 14. Panzer-, sowie die 16. Infanterie-Division (mot.) unterstellt. Der Vorstoß zur kroatischen Hauptstadt Agram erfolgte aus Ungarn.
Beim Start des Unternehmen Barbarossa (22. Juni) war das XXXXVI. Armeekorps (mot.) im Zuge der eingeleiteten Kesselschlacht von Minsk Teil der im Raum Brest aufmarschierten Panzergruppe 2 (Generaloberst Guderian). Am ersten Angriffstag waren die 10. Panzer-Division (Generalleutnant Ferdinand Schaal), die SS-Division „Das Reich“ (General der Waffen-SS Paul Hausser) unterstellt. Der Vormarsch erfolgte dicht hinter dem XXXXVII. Armeekorps (mot.) über Pruschany, Slonim nach Baranowitschi, Stoubzy und Kamienka, ab dem 25. Juni wurde auch das nachgeführte Infanterie-Regiment „Großdeutschland“ (Oberst Wilhelm-Hunold von Stockhausen, ab August 1941 Oberst Walter Hoernlein) nachgeführt.
Die Truppen überquerten Anfang Juli den Fluss Beresina bei Borissow. Am 9. Juli wurde bei Mogilew der Dnjepr überschritten, anschließend kam es zu Kämpfen bei Schklow. Am 12. Juli startete der Vorstoß aus dem östlichen Dnjepr-Brückenkopf in Richtung auf Gorki zum Pronja-Abschnitt. Am 19. Juli wurde im Zuge der Kesselschlacht bei Smolensk die Stadt Jelnja erreicht, Teile der 10. Panzerdivision und der SS-Division „Das Reich“ durchbrachen die Verteidigungsstellungen der 19. Schützendivision und schnitt die dortige Eisenbahnlinie ab, dadurch wurde die Versorgung der sowjetischen 16. und 20. Armee bedroht, die nordwestlich von Jelnja im Raum Smolensk eingekesselt wurden. In dem sich bildenden Jelnja-Bogen führte das Korps an der Linie Kruglowka – Uschakowo ab Ende Juli schwere Abwehrkämpfe gegenüber der sowjetischen 24. Armee.
In Erweiterung der von der Roten Armee Ende August eingeleiteten Jelnja-Offensive hatte der rechte Flügel der 43. Armee mit allen verfügbaren mobilen Kräften (109. Panzer- und 106. und 303. Schützen-Division) die Desna zu überwinden und die 24. Armee (General Rakutin) bei der Rückeroberung des Frontbogens zu unterstützen.
Das XXXXVI. A.K. (mot.) wurde Anfang September bei Jelnja durch das XX. Armeekorps aus dem Jelnja Bogen freigemacht und sollte über Gluchow bis in den Desna-Brückenkopf nachrücken, um den rechten Flügel der Panzergruppe 2 in der Kiewer Operation nach Osten zu decken. Ab dem 7. September musste die gegenüberliegende sowjetische 3. Armee in die Verteidigung übergehen und ermöglichte den deutsche Truppen an der Desna, in den Stellungen vor Nowgorod-Sewerski die nötige Umgruppierungen vorzunehmen. Gegenüber den Angriffen der sowjetischen 13. und 40. Armee aus dem Raum Trubtschewsk - Konotop folgten in der zweiten Septemberwoche heftige Abwehrkämpfe. Am 15. September wurde den roten Truppen der Brjansker Front befohlen bis zur Mündung des Flusses Sosch zurückzugehen und wieder in die Defensive überzugehen.
Ende September 1941 wurde das Korps nach Norden in den Raum Roslawl verlegt. Am 2. Oktober begann die deutsche Offensive auf Moskau. Jetzt auf dem linken Flügel der Panzergruppe 4 ging das XXXXVI. Armeekorps (mot.) gegen stärkeren russischen Widerstand vor. Die Truppen nahmen am 4. Oktober Spas-Demensk ein und wurde auf Anweisung des Oberbefehlshabers der 4. Armee dann nach Norden abgedreht, um die Südfront des geplanten Kessels zu bilden. Bis zum 7. Oktober konnte der Kessel um die russischen Truppen bei Wjasma geschlossen werden. In den ersten Tagen richteten sich die Ausbruchsversuche gegen das vor Wjasma stehende XXXX. Armeekorps und das XXXXVI. Armeekorps (mot.). Am 13. Oktober waren die Kämpfe des Korps an der Kesselfront beendet und das Korps setzte seinen Vormarsch nach Osten fort. Am 14. Oktober erreichten Panzerspitzen des XXXXVI. Armeekorps die Moskauer-Schutzstellung bei Moshaisk. Am 30. November nahmen das in den Norden Moskaus umgruppierte V. Armeekorps im Zusammenwirken mit dem XXXXVI. Armeekorps (mot.) die Orte Krasnaja Poljana und Putschki (heute beide Teil der Stadt Lobnja) ein und kamen dadurch bis auf 18 km an die Stadt Moskau heran.
Am 6. Dezember 1941 begann die russische Gegenoffensive vor Moskau. Unter schweren Verlusten wurde das Korps nach Westen zurückgedrängt. Am 11. Dezember ging die Stadt Istra verloren, am 16. Dezember Nowopatrowskoje. Zum Jahresende hatte die Rote Armee die Linie Rschew-Moshaisk zurückerobert, hier konnte die deutsche Front bis Mitte Januar 1942 stabilisiert werden.

#### 1942
Anfang Januar 1942 leistete das zwischen dem IX. und V. Armeekorps abgedrängte Korps mit der unterstellten SS-Division Reich und der zugewiesenen 5. und 11. Panzer-Division im Raum Gshatsk Abwehrkämpfe gegenüber den verfolgenden Truppen der sowjetischen 5. Armee. Durch deutsche Gegenangriffe konnte am 22. Januar die zerbrochene Front der 9. Armee wiederhergestellt werden, dadurch wurden die Versorgungsrouten der bereits weit im Hinterland durchgebrochenen sowjetischen 29. und 39. Armee unterbrochen. Ende Januar wurde das Korps mit Front nach Westen in den Raum Sytschowka umgruppiert, um gegen die in Richtung Wjasma durchgebrochenen sowjetische Streitkräfte vorzugehen. Das XXXXVI. A.K. hatte zunächst den Befehl über die 5. Panzer-, 86. Infanterie-, SS-Division „Das Reich“ und die Kampfgruppe Decker. Die Aufgabe bestand darin, aus der Linie Osuga – Sytschowka in Richtung Nordwesten gegen die im Hinterland durchgebrochenen sowjetischen Verbände vorzugehen.
Nach der Rschew-Wjasma-Operation wurde das Generalkommando zur Vernichtung der sowjetischen Kavalleriegruppe Below im Unternehmen „Hannover I“ (24. Mai bis 30. Mai 1942) und „Hannover II“ (3. Juni bis 16. Juni 1942) eingesetzt. Das XXXXVI. Panzerkorps operierte dabei mit der 23. Infanteriedivision, 197. Infanteriedivision und 5. Panzerdivision, das XXXXIII. Armeekorps mit der 34. Infanteriedivision, 19. Panzerdivision und der 131. Infanteriedivision.
Am 2. August 1942 griff die sowjetische Westfront die neue Korpsfront in der Rschew-Sytschowka-Operation mit der 20. und 31. Armee an. Der Hauptschlag brach im Raum Pogoreloje Gorodischtsche durch. Die dem Korps zugeteilten Divisionen (78. und 342. I.D., 36. mot., 2. Pz.) konnten die eingedrückte Front notdürftig halten und führten auch Gegenstöße im Raum Karmanowo durch. Erst Ende September kam die Front wieder zur Ruhe. Am 25. November starteten die Rote Armee dann die Operation Mars, nach dem Plan der Stawka sollte die 41. Armee die deutsche Verteidigung bei Belyj durchstoßen, den Durchbruch in Richtung Westen und Norden ausdehnen und die Vereinigung mit der gegen Sytschowka angetretenen 20. Armee der Westfront herstellen. Der Sektor des XXXXVI. Pz.K. gegenüber der ebenfalls antretenden neu aufgestellten sowjetischen 29. Armee lag nördlich von Gshatsk außerhalb des Angriffsbereichs.

#### 1943
Das Korps blieb bis Ende Februar 1943 in seinen Stellungen im Raum Spas-Demensk und zog sich nach Ende der Schlacht von Rschew mit dem Unternehmen Büffelbewegung in das Gebiet zwischen Orel und Kursk zurück. Während des Unternehmens Zitadelle war des Korps Teil des rechten Flügels der 9. Armee im Nordabschnitt des Kursker Frontbogens, Kommandierender General war Hans Zorn, als Chef des Generalstabs fungierten Oberst i. G. Wolf-Dietrich von Schleinitz und ab 7. Juli 1943 Oberst i. G. Fritz Berendsen. Dem Generalkommando waren rechts nach links die 102., 258., 7. und 31. Infanterie-Division zugeteilt, rechts außen im Raum Trosna war die Gruppe von Manteuffel konzentriert. Der Hauptschlag am 5. Juli wurde vom links benachbarten XXXXVII. Panzerkorps geführt und traf die sowjetische 13. Armee. Am zweiten Tag wurde die eigene Front durch den Gegenangriff der sowjetischen 2. Panzerarmee (19. Panzerkorps) schwer getroffen.
Am 9. Juli wurde die 31. I.D. (Hoßbach) mit der 20. Panzer-Division an den inneren Flügeln des 46. und 47. Panzerkorps zur Gruppe Esebeck zusammengefasst, ein gut organisierter Angriff schlug an der sowjetischen Front bei Samodurowka eine Bresche, blieb dann aber liegen. Am 10. Juli wurde ein Angriff gegen die östliche Flanke der sowjetischen 70. Armee angesetzt, sowohl die 258. wie die 7. I.D. hatten keinen Erfolg. Das Kriegstagebuch des Korps führte „das langsame Vordringen der Angriffsdivisionen und ihre dabei zum Teil schweren Verluste“ auf „den ungewöhnlichen hohen Einsatz der feindlichen Artillerie und Granatwerfer“ zurück. Am 11. Juli wurden alle Angriffe im Korpsbereich eingestellt, die für den 12. Juli vorgesehenen Angriffsaktionen mussten abgesagt werden. Nachdem im Stab tagelang Unklarheit herrschte, traf am 14. Juli infolge der von der Roten Armee gestarteten Orjoler Operation der Befehl Models ein, dass das Korps endgültig zur Verteidigung überzugehen habe. Der nächste sowjetische Großangriff vom 25. Juli erfolgte mit dem Ziel, einen Durchbruch in Richtung Kromy-Orel zu erzwingen. Am 1. August begann der Rückzug der Heeresgruppe Mitte aus dem Orjoler Frontbogen, am 2. August fiel der Kommandierende General, General der Infanterie Zorn, auf der Fahrt zur Truppe während der Kämpfe südlich von Orjol bei Krasnaja Rostocha durch Bombenvolltreffer, worauf General Gollnick mit der Führung des Korps betraut wurde.
Bis Mitte August 1943 gelang es endlich das sowjetische Vordringen an der Linie Sewsk-Brjansk-Kirow vorläufig zum Stehen zu bringen. Am 25. August trat die sowjetische Armee bei Sewsk und südlich davon zu einer Durchbruchsoffensive nach Westen an. Das XXXXVI. Panzerkorps musste darauf das letzte Gebiet ostwärts des Dnjepr räumen, nachdem der Versuch, am Desna-Abschnitt zu halten, gescheitert war.

#### 1944
Im Frühjahr 1944 wurde das Korps in den Raum Winniza verlegt und Teil der 1. Panzerarmee. Während der Proskurow-Czernowitzer Operation wurde das Korps als Teil der Panzerarmee Hube ab 26. März 1944 im Kessel von Kamenez-Podolski (Hube Kessel) mit der 1., 82. und 254. Infanterie-Division eingeschlossen. Anfang April konnte sich die Korpsverbände im Verband der Gruppe Breith (III. Pz. Korps) als „wandernder Kessel“ westwärts zur Strypa zurückkämpfen.
Während der Lwiw-Sandomierz-Operation erreichte die sowjetische 4. Panzerarmee am 22. Juli mit dem 31. Panzerkorps den südlichen Stadtrand von Lemberg. Am gleichen Tag besetzte die 1. Gardearmee im Kampf mit der dem Korps unterstellten 7. Panzerdivision die Stadt Stanislau.
Im August 1944 erfolgte der Wechsel des Generalkommandos an die Weichselfront nach Warschau und im Folgemonat die Unterstellung bei der nach der Operation Bagration neu organisierten 9. Armee. Ende November waren dem Korps die 75. Infanterie- und die 337. Volks-Grenadier-Division unterstellt.

#### 1945
Bei der am 12. Januar 1945 losbrechenden Weichsel-Oder-Operation waren dem Korps die 337. und 542. Volksgrenadier-, sowie die 73. Infanterie-Division zugeteilt. Warschau ging am 17. Januar an die rote 47. Armee verloren. Die sowjetische 1. und 2. Garde-Panzer-Armee nutzten diesen Erfolg gegenüber dem XXXXVI. Panzerkorps und führten den operativen Durchbruch in Richtung auf Kutno und Lodz fort, in der zweiten Phase weiter über Posen bis zur Oder. Das gerettete Generalkommando wurde im März nach Westpreußen verlegt und der 2. Armee unterstellt. Ab 19. März wurde das XXXXVI. Panzerkorps (mit der 227. und 389. Infanterie-Division sowie der 4. Panzer-Division) mit den Reste des XXIII. und XXVII. Armeekorps im Raum Danzig, auf der Frischen Nehrung und im Raum Stutthof abgedrängt. Am 21. März gelang der sowjetischen 70. Armee nördlich Zoppot bei Klein Katz die Stellungen des VII. Panzerkorps zu durchbrechen und die Küste zu erreichen.
Das abermalig evakuierte Generalkommando wurde zur See an die Oderfront verlegt und der 3. Panzerarmee zugeführt. Im April 1945 hielt die zugeteilte 547. Volksgrenadier-Division die Oderfront beiderseits von Schwedt, südlich davon die 1. Marine-Division bis Hohensaaten, wo die Verbindung mit dem CI. Armeekorps der 9. Armee erfolgte. Infolge der Stettin-Rostocker Operation wurde das Generalkommando (mit 281. I.D., 25. Pz. Gren. Div., 7. Pz.-Div.) nach Mecklenburg abgedrängt und kapitulierte gegenüber den westlichen Alliierten.

## Korpstruppen
- Arko 101
- Korps-Nachr. Abt. 446
- Korps-Nachschubtruppen 446
- Ost-Btl. 446
- Korps-MG-Btl. 446[2]

## Unterstellung und Einsatzgebiet
| Jahr | Monat | Armee                     | Heeresgruppe                          | Einsatzgebiet           |
| ---- | ----- | ------------------------- | ------------------------------------- | ----------------------- |
| 1940 | 11-12 | 11. Armee                 | Heeresgruppe C                        | Heimat                  |
| 1941 | 01-03 | 11. Armee                 | Heeresgruppe C                        | Heimat                  |
|      | 04-05 | 2. Armee                  | Oberkommando des Heeres (OKH)         | Jugoslawien             |
|      | 06-06 |                           | Befehlshaber des Ersatzheeres (BdE)   | Auffrischung im WK VIII |
|      | 07-09 | Panzergruppe 2 (Guderian) | Heeresgruppe Mitte                    | Minsk, Smolensk, Kiew   |
|      | 10-12 | Panzergruppe 4            | Heeresgruppe Mitte                    | Wjasma, Moskau          |
| 1942 | 01-01 | 4. Panzerarmee            | Heeresgruppe Mitte                    | Moshaisk                |
|      | 02-04 | 9. Armee                  | Heeresgruppe Mitte                    | Rshew                   |
|      | 05-06 | 3. Panzerarmee            | Heeresgruppe Mitte                    | Gshatsk                 |
|      | 07-10 | 9. Armee                  | Heeresgruppe Mitte                    | Rshew                   |
|      | 11-12 | 3. Panzerarmee            | Heeresgruppe Mitte                    | Gshatsk                 |
| 1943 | 01-01 | 3. Panzerarmee            | Heeresgruppe Mitte                    | Gshatsk                 |
|      | 02-02 | 4. Armee                  | Heeresgruppe Mitte                    | Spas-Demensk            |
|      | 03-06 | 2. Panzerarmee            | Heeresgruppe Mitte                    | Orel                    |
|      | 07-09 | 9. Armee                  | Heeresgruppe Mitte                    | Orel                    |
|      | 10-12 | 2. Armee                  | Heeresgruppe Mitte                    | Gomel                   |
| 1944 | 01-01 |                           | z. Vfg. Oberkommando des Heeres (OKH) |                         |
|      | 02-03 | 1. Panzerarmee            | Heeresgruppe Süd                      | Stanislau               |
|      | 04-06 | 1. Panzerarmee            | Heeresgruppe Nordukraine              | Stanislau               |
|      | 07-07 | 4. Panzerarmee            | Heeresgruppe Nordukraine              | Bug, Weichsel           |
|      | 08-08 | 9. Armee                  | Heeresgruppe Mitte                    | Weichsel (Warschau)     |
|      | 09-09 |                           | z. Vfg. Heeresgruppe Mitte            |                         |
|      | 10-11 | 9. Armee                  | Heeresgruppe Mitte                    | Weichsel (Warschau)     |
|      | 12-12 | 9. Armee                  | Heeresgruppe A                        | Weichsel (Warschau)     |
| 1945 | 01-01 | 9. Armee                  | Heeresgruppe A                        | Weichsel (Warschau)     |
|      | 02-02 |                           | z. Vfg. Heeresgruppe Weichsel         |                         |
|      | 03-03 | 2. Armee                  | Heeresgruppe Weichsel                 | Westpreußen             |
|      | 04-04 | 3. Panzerarmee            | Heeresgruppe Weichsel                 | Oder (Pommern)          |

## Kommandierender General
| Datum      | Dienstgrad               | Name                        |
| ---------- | ------------------------ | --------------------------- |
| 01.11.1940 | General der Panzertruppe | Heinrich von Vietinghoff    |
| 14.06.1942 | General der Infanterie   | Hans Zorn                   |
| 21.11.1942 | General der Panzertruppe | Hans-Karl von Esebeck       |
| 20.06.1943 | General der Infanterie   | Hans Zorn                   |
| 02.08.1943 | General der Infanterie   | Hans Gollnick               |
| 22.03.1944 | General der Infanterie   | Friedrich Schulz            |
| 03.07.1944 | Generalleutnant          | Fritz Becker                |
| 20.07.1944 | General der Panzertruppe | Smilo Freiherr von Lüttwitz |
| 29.08.1944 | General der Artillerie   | Maximilan Felzmann          |
| 20.09.1944 | General der Panzertruppe | Martin Fries                |
| 19.01.1945 | General der Infanterie   | Martin Gareis               |